# 豐頃車站
豐頃車站（日语：／ Toyokoro eki */?）是位於北海道中川郡豐頃町豐頃旭町的北海道旅客鐵道（JR北海道）根室本線的鐵路車站。亦是急行列車（「狩勝」、「幣舞」）的停靠站。車站編號為K38。電報略號為ヨコ。
車站名稱來自阿伊努語的「toy-e-kor」，意思為蜂斗菜生長的土地。

## 歷史
- 1904年（明治37年）8月12日 - 以北海道官設鐵道車站開始營業。一般車站。
- 1905年（明治38年）4月1日 - 由國有鐵道接管。
- 1982年（昭和57年）9月10日 - 廢除貨物處理。
- 1984年（昭和59年）
  - 2月1日 - 廢除行李處理。
  - 12月1日 - 車站簡易委託化。
- 1987年（昭和62年）4月1日 - 國鐵分割民營化後，由JR北海道繼承。
- 1995年（平成7年）4月1日 - 廢除簡易委託，車站完全無人化。

## 車站構造
- 豐頃車站屬於側式月台、2面2線的地面車站。車站大樓旁的1號線供本線的上下行列車行駛，而2號線則供交換列車或方向等情況使用。
- 無人車站。

## 車站周邊
- 國道38號
- 池田警察署豐頃派出所
- 豐頃車站前郵政局
- 豐頃町農業協同組合（JA豐頃町）
- Seicomart
- 佐佐田沼澤
- 鈴蘭沼澤
- 豐頃町立豐頃中學
- 豐頃町立豐頃小學
- 十勝巴士、釧路巴士「豐頃南町」站

此外，距離車站2公里並在十勝川對面的茂岩地區，有豐頃町役場及豐頃郵政局等。

## 相鄰車站
北海道旅客鐵道（JR北海道）
■根室本線
十弗（K37）－豐頃（K38）－新吉野（K39）

## 外部連結
- （日語）JR北海道 – 豐頃車站（页面存档备份，存于）
- （日語）豐頃車站（页面存档备份，存于）
- （日語）全驛參觀之旅（页面存档备份，存于）

1. ↑  北海道庁.  (PDF). 北海道庁.   [2017-08-17]. （原始内容存档 (PDF)于2018-04-17）.